# Who We Are (chanson de Jessika et Jenifer Brening)
Pour les articles homonymes, voir Who We Are.
Chansons représentant Saint-Marin au Concours Eurovision de la chanson
Spirit of the Night
(2017) Say Na Na Na
(2019)
Who We Are est la chanson représentant Saint-Marin au Concours Eurovision de la chanson 2018. Elle est interprétée par la Maltaise Jessika et l'Allemande Jenifer Brening.

## Histoire
Le 15 octobre 2017, la chaîne de télévision publique San Marino RTV et la compagnie britannique 1in360 annoncent le lancement d'un spectacle en ligne destiné aux chanteurs du monde entier pour trouver le « candidat Internet » du Concours Eurovision de la chanson 2018 et le sélectionner comme la candidat de Saint-Marin. Le 23 décembre 2017, Jessika Muscat et Jenifer Brening sont annoncées comme deux des onze artistes participant au spectacle sur scène de la sélection nationale sammarinaise. Lors du premier spectacle, Muscat interprète une version acoustique de Who We Are aux côtés du chanteur sanmarinais Irol, et atteint la finale. Une version studio remaniée de la chanson est produite pour la finale où Brening remplace Irol après qu'Irol décide de se retirer de la chanson car elle ne correspond pas à son style de musique. Lors de la finale de 1in360 le 3 mars 2018, Muscat et Brening sont sélectionnées pour représenter Saint-Marin au Concours Eurovision de la chanson 2018 avec Who We Are.
Saint-Marin participe à la deuxième demi-finale du Concours Eurovision de la chanson. La chanson est la quatrième de la soirée, suivant Nova deca interprétée par Sanja Ilić et Balkanika pour Serbie et précédant Higher Ground interprétée par Rasmussen pour le Danemark.
La chanson obtient 28 points et 17e sur dix-huit participants ; elle échoue à se qualifier pour la finale. Elle reçoit cependant la note maximale, 12 points, de la part du télévote de Malte. C'est la première fois que Saint-Marin reçoit 12 points.

## Liste des titres
Téléchargement
| No | Titre                              | Durée |
| -- | ---------------------------------- | ----- |
| 1. | Who We Are (Eurovision)            | 3:00  |
| 2. | Who We Are (version karaoké)       | 3:00  |
| 3. | Who We Are (version instrumentale) | 3:00  |
| 4. | Who We Are (Latin House remix)     | 3:00  |

## Source de la traduction
- (en) Cet article est partiellement ou en totalité issu de l’article de Wikipédia en anglais intitulé « Who We Are (Jessika song) » (voir la liste des auteurs).